# Цангонски пролом
Цангонски пролом (на албански: Gryka e Cangonjit) е пролом в Корчанско, Албания на река Девол. Споменат в Класическата Античност като Цангон, проходът традиционно е граница между Македония и Илирия и е важен от комуникационна гледна точка.

## Описание
Проломът е разположен западно от село Цангон и източно от село Буримас (Голо бърдо). Разделя планините Морава на юг и Иван, част от Сува гора на север и така свързва Деволската котловина с Корчанската равнина.

## История
Проходът е споменат от Ариан в „Анабазис на Александър“, когато описва кампанията на Александър III Македонски в Илирия и обсадата на Пелион от 335 г. пр. Хр. Проходът контролира единия от двата пътя между Илирия и Македония, а другият, разположен на север, в римски времена става Виа Егнация. Александър започва кампанията, за да овладее Пелион и така да си осигури контрол върху западната граница и да се осигури срещу илирско нашествие преди азиатската си кампания. Северният път вече се контролира от Македония, след като Филип II Македонски основава Хераклея Линкестис.
Римският консул Публий Сулпиций Галба Максим вероятно минава през Цангонския пролом, за да стигне до Македония от Илирия в 199 година пр. Хр. по време на Втората македонска война.